# بخش ویو فورت
بخش ویو فورت (به لاتین: Vieux Fort Quarter) یک منطقهٔ مسکونی در سنت لوسیا است.